# Лі Йондо
Лі Йондо (кор.: хангиль: 이영도, ханча: 李英道, народився у 1972 році) — корейський письменник-романіст, який відомий завдяки своїй роботі у жанрі фентезі та науковій фантастиці. Багато його знають через фентезійну серію «Дракон Раджа», яка стала його першою серією новел. Вона викладалася на онлайновому форумі з 1997 року, а 1998 році була надрукована в повному варіанті.
На той час, коли «Дракон Раджа» вперше опублікували, фентезійний жанр (особливо його середньовічна форма) для корейської літератури вважався незначним і преса його не сприймала серйозно. Однак «Дракон Раджа» продалася накладом близько 2 мільйонів книг на 4 мовах. Це був значний подвиг в цьому жанрі для Кореї, коли вітчизняна література і фантастика разом продається в межах 12-20 мільйонів копій.
Успіх «Дракон Раджа» викликав швидке зростання корейської фентезі і наукової фантастики, а також сприяло визнанню веб фантастики, як з боку широких мас, так і з боку літературного світу.
Зараз Лі є одним із фентезійних письменників, чиї книги є бестселерами.

## Біографія

### Раннє Життя
Лі народився в 1972 році в Пусані, Південна Корея, був першою дитиною з двох братів. Коли було 2 роки, його родина переїхала в Масан, що в Південній провінції Кьонсан, де він живе й зараз. У дитинстві він багато читав з різних предметів. У 1991 році він вступив до університету Коннам, де він вивчав корейську мову та літературу.
Він розпочав писати з 1993 року, але він не думав, що він буде писати романи.

### Зачатки «друкаря»
В середині 1990-х років, коли фентезі та науково-фантастична література вперше з'явилися в Кореї. Лі згадав у своєму інтерв'ю у 2008 році, що «якби ви запитали людей: «що таке фентезі?»; вони сказали б: „хіба це не схоже на західні бойові мистецтва“». Він виявив, що жанр є привабливим і вирішив спробувати з ним попрацювати. Також це був період, коли різні провайдери інтернет сервісів, аналогічних до CompuServe в США тільки формувалися. Лі приєднався до одного із таких постачальників, Hitel. Там він почав розміщувати, на своїй сторінці, перші розділи роману «Дракон Раджа».
Лі викладав частини «Дракона Раджи» з жовтня 1997 по квітень 1998 року. Він називав себе «друкар» тому, що він набирав текст на клавіатурі, а не писав пером. Розділи швидко завоювали популярність і читачі стали залишатися в онлайні, щоб прочитати нові розділи, які Лі викладав. Зазвичай, «друкар» розміщував свої роботи далеко за північ і читачі почали називати себе зомбі, а його Некромантом, що викликав до онлайну їх кожну ніч.
Через 6 місяців, роман «Дракон Раджа» накопичила 900,000 переглядів і його права на публікацію були незабаром прийняті Golden Bough, імпринт видавництва Minumsa Publishing Gruop. Починаючи з травня 1998 року, роман був опублікований в 12 томах з м'якою обкладинкою.
У розпал свого дебютного успіху, Лі почав друкувати свій другий роман «Future Walker», продовження «Дракон Раджа». «Future Walker» також викладався на цьому форумі з жовтня 1998 по червень 1999 року і був опублікований у серпні на «Golden Bough» у 7 томах у м'якій обкладинці.
Lee продовжує використовувати форум Hitel для написання таких романів: «Полярна Рапсодія», «Птах, що п'є сльози», «Птах, що п'є кров» і декількох коротких історій. Всі ці історії були опубліковані у збірнику (і видалені з форуму) чи зібрані компанією "Golden Bough" для подальшої публікації.
Ця практика онлайн серіалізації та публікації, засновані на популярності твору на форумі підняли фентезі, наукові та романтичні романи в Кореї. 2000 року вже нараховувалося 1000 відкриттів онлайн-форумів, що присвячені цим жанрам.. Вони залучали перспективних письменників, що викликало бум в Інтернеті літератури.
Поза форумом він надрукував коротку історію «Над горизонтом» як e-book у 2000 роках, у якій написав дитячі історії для навчальних книг «RedPen», що були опубліковані Kyowon Co. Ltd.

### Після Hitel
Популяризація протокол http і веббраузерів викликало зниження популярності форуму Hitel та інших комерційних онлайн-сервісів і аудиторія Лі на форумі почала зменшуватися. Але Лі продовжував використовувати форум Hitel до 2005 року, завершивши там роман «Пташка, яка п'є кров», який став останнім його багатотомним романом (станом на липень 2014).
Після того, як форум був закритий у 2007 році Лі сказав в інтерв'ю, що він шукає місце, де можна випускати свої твори частинами в інтернеті. Він заявив, що «в реальному часі зворотний зв'язок від читачів - це велика радість, і я сумую за цим почуттям.»
Але йому важко знайти заміну старого текстовому форуму. Веб збільшує почуття спільноти й присутності письменника таким чином, зробили важчі умови для нього. «Я вважаю, слова і люди - це окремі речі», - Лі сказав: «деякі люди можуть любити писати й хочу знайти про письменника щось, але не я.»
Між 2005 і 2008 Лі написав декілька коротких історій для науково-фантастичного журналу, включаючи «Regarding the Translation of KAIWAPANDOM», яка була перекладена на англійську мову. Також ішли розмови про публікацію «Дракон Раджа» в США у 2006 році, на що Лі відповів: «Я не хочу залишити нашу країну без честі.»
У 2011 році була оголошена кампанія за нове тверде видання книги «Future Walker». В 2015 році вийшло нове тверде видання книги «Полярна Рапсодія».[джерело?]
Офіційно, не так багато відомо про життя Лі поза письменництвом, крім того, що він допомагає на фермі батьків у свій вільний час.

### Серія «Дракон Раджа»
Серія «Дракон Раджа» складається з 2 багатотомних і 1 однотомного романів, 3-х коротких історій і дитячої історії. Події відбуваються у вигаданому світі на неназваному континентові, який змальовувався з праць Дж. Р. Р. Толкіна, а саме існування драконів, ельфів, орків, гномів і галфінгів; а також використовується система магії схожа до Д&Д. Історія кожної новели сильно відрізняються від попередньої, події останнього роману «Marks of Shadow» відбуваються через тисячі років після «Дракон Раджа» і «Future Walker».

#### Романи
- «Дракон Раджа» (드래곤 라자) (1998)
- «Future Walker» (퓨처 워커) (1999)
- «Marks of Shadow» (그림자 자국, Geurimja Jaguk) (2008)

#### Оповідання
Ці історії зібранні як «Сцени з лабораторії», вони є приквелами до «Дракон Раджа» і «Future Walker».
- «Голем» (골렘) (1998)
- «Химера» (키메라) (2001)
- «Джерело щастя» (행복의 근원, Hængbog-ui Geun-won) (2004)

#### Дитячі оповідання
- «Мудрість пустелі» (사막의 지혜, Samag-ui Jihye) (2008) Ілюстрована книга, яка видана як частина обмеженого перевидання «Дракон Раджа» на десятиліття серії.

### Серія «Птах»
Серія «Птах» заснована на світі, де існують чотири Бога і є чотири раси, що походять від них: наґи, лекони, доккебі і люди. Серія є знаною через використання старокорейської мови та має посилання до корейської середньовічної історії та міфології про створення світу.

- «Той птах, що п'є сльози» (눈물을 마시는 새, Nunmureul masineun sae) (2003)
- «Той птах, що п'є кров» (피를 마시는 새, Pireul masineun sae) (2005)

### Інші повісті
- «Полярна Рапсодія» (폴라리스 랩소디) (2001)
- «Над горизонтом[ko]» (오버 더 호라이즌) (2004) – Колекція з трьох історій. Перша історія «Над горизонтом» доступна на англійському в iTunes [Архівовано 17 листопада 2016 у Wayback Machine.].

### Цикли оповідань
- «Прийшла весна» (봄이 왔다, Bomi Watda) (2005)
- «Regarding the Translation of KAIWAPANDOM» (카이와판돔의 번역에 관하여, Ka-i-wapandom-ui Beon-yeog-e Gwanha-yeo) (2005)
- «Про робота, що став рятівником» (구세주가 된 로봇에 대하여, Gusejuga doen Robos-e Daeha-yeo) (2006)
- «Про значення телепортації» (순간이동의 의미에 대하여, Sungan-idong-ui Uimi-e Daeha-yeo) (2007)
- «Regarding Starknitting» (별뜨기에 관하여, Byeoltteugi-e Gwanha-yeo) (2008)
- «Есорільський дракон» (에소릴의 드래곤, Esoril-ui Deuraegon) (2009)
- «Шянгпайські шахтарі» (샹파이의 광부들, Syangpai-ui Gwangbu-deul) (2009)

### Збірка оповідань
- «Фентезійні історії Лі Йондо» (이영도 판타지 단편집) (2001)
- «Над горизонтом: Колекція фентезійних історій Лі Йондо» (오버 더 호라이즌 – 이영도 환상단편 소설선) (2004)

### Інші оповідання
- «Таємничі історії» (신비로운 이야기, Sinbilo-un i-yagi) (2000)
- «Око дивиться на мене» (나를 보는 눈, Nareul Boneun Nun) (2008)

## Адаптації

### Dragon Raja Online
Світ серії «Дракон Раджа» та його головні герої були використані як основа для ММОРПГ, Dragon Raja Online, або DRO. Розробка гри почалася в 1998 році з інвестиціями Samsung Electronics, і вийшла 2000 року у Південній Кореї, а пізніше в 10 країнах, включаючи Тайвань і Китай, в якому гра мала назву «龍族». Там роман був опублікований в ту ж назву і продавався разом з грою. Корейський сервіс гри DRO був закритий у 2011 році. Англійська версія гри, однак, може бути доступна тут [Архівовано 5 листопада 2012 у Wayback Machine.] і глобальна служба залишилася в онлайні. (серпень 2011)

### Dragon Raja Mobile
У 2004 році мобільна RPG «Dragon Raja Mobile», або DRM, вийшла через службу мобільних ігор КТФ. Сюжет гри розвивається протягом 15 годин в середньому, що заснована на перших розділу роману.
В грудні 2015 LOCOJOY International оголосила про «3D екшн РПГ», що розробляється компанією Vision Bros (корейський мобільний розробник) і гра вийде в 1 кварталі 2016 року.  Пізніше була анонсована закрита бета, і гравці могли зареєструватися, використовуючи свої мобільні номери. Бета почалася 1 січня 2016 року і закінчилася 5 січня 2016.
Гра «Dragon Raja M» вийшла в Google Play для Android 11 лютого 2016 року.

### Ілюстровані романи
Японські версії романів «Дракон Раджа» і «Future Walker» були ілюстровані Eiji Kaneda, який відомий своєю роботою до аніме серії «Genesis of Aquarion».
Онлайн версія «Regarding the Translation of KAIWAPANDOM»" і «Regarding Starknitting» містила декілька ілюстрацій.

### Комікси
Роман «Дракон Раджа» був джерелом натхнення для серій коміксів під цією ж назвою, написаних Сон Бонґю. Коротка історія Лі «Про робота, що став рятівником» була пристосована в короткий комікс «Onesound».

### Радіо
Роман «Дракон Раджа» був пристосований для програми «Fantasy Express» на KBS Radio 2, в загалом вийшло 83 серії протягом 2001.

## Переклади українською мовою
- Лі Йондо. Той птах, що п'є сльози. Книга 1. Серця наґів. Переклад з англійської Юлія Ковальчук: Book Chef, 2024 — 544 ISBN : 9786175482445 (Серія: Той птах, що п'є сльози)[40]